# Przepuklina Garengeota
Przepuklina de Garengeota – przepuklina udowa zawierająca w swoim worku wyrostek robaczkowy. Opisana po raz pierwszy przez René-Jacques Croissant de Garengeota (1688-1759) w roku 1731. Pierwszą appendektomię w przypadku przepukliny de Garengeota wykonał w 1785 Hevin. 

## Piśmiennictwo
1. H. Sharma, P. Jha, N. Shekhawat, B. Memon, M. Memon "De Garengeot hernia: an analysis of our experience" Hernia 2007;11:

Przeczytaj ostrzeżenie dotyczące informacji medycznych i pokrewnych zamieszczonych w Wikipedii.